# Pseudolernaeopodina synaphobranchi
Pseudolernaeopodina synaphobranchi är en kräftdjursart som beskrevs av Hogans 1988. Pseudolernaeopodina synaphobranchi ingår i släktet Pseudolernaeopodina och familjen Lernaeopodidae. Inga underarter finns listade i Catalogue of Life.